# Ігнаткі (Білостоцький повіт)
Ігнаткі (пол. Ignatki) — село в Польщі, у гміні Юхновець-Косьцельний Білостоцького повіту Підляського воєводства. Населення — 337 осіб (2011).
У 1975-1998 роках село належало до Білостоцького воєводства.

## Демографія
Демографічна структура станом на 31 березня 2011 року:
|          | Загалом | Допрацездатний вік | Працездатний вік | Постпрацездатний вік |
| -------- | ------- | ------------------ | ---------------- | -------------------- |
| Чоловіки | 171     | 43                 | 122              | 6                    |
| Жінки    | 166     | 35                 | 111              | 20                   |
| Разом    | 337     | 78                 | 233              | 26                   |